# Малая Езань
Малая Езань — река в России, протекает в Солигаличском районе Костромской области. Устье реки находится в 18 км по правому берегу реки Большая Езань. Длина реки составляет 11 км. 
Исток реки в лесах южнее деревни Смородниково в 32 км к юго-западу от Солигалича. Река течёт по ненаселённому лесу на запад, впадает в Большую Езань ниже нежилой деревни Езань.

## Данные водного реестра
По данным государственного водного реестра России относится к Верхневолжскому бассейновому округу, водохозяйственный участок реки — Кострома от истока до водомерного поста у деревни Исады, речной подбассейн реки — Волга ниже Рыбинского водохранилища до впадения Оки. Речной бассейн реки — (Верхняя) Волга до Куйбышевского водохранилища (без бассейна Оки).
По данным геоинформационной системы водохозяйственного районирования территории РФ, подготовленной Федеральным агентством водных ресурсов:
- Код водного объекта в государственном водном реестре — 08010300112110000011918
- Код по гидрологической изученности (ГИ) — 110001191
- Код бассейна — 08.01.03.001
- Номер тома по ГИ — 10
- Выпуск по ГИ — 0